# Le Mariage de River Song
Le Mariage de River Song (The Wedding of River Song) est le treizième épisode de la sixième saison de la deuxième série de la série télévisée britannique de science-fiction Doctor Who, et a été diffusé sur BBC One le 1er octobre 2011. Il s'agit du dernier épisode de la saison 6 de la série.

## Résumé
Le Docteur, qui sait que sa mort est un point fixe du temps, le 22 avril 2011, au Lac Silencio, tente de se lancer sur la trace de l'ordre du Silence, pour découvrir pourquoi il doit mourir. Il rencontre le robot métamorphe Teselecta et son équipage miniaturisé qui se font passer pour un des membres de l'ordre ; grâce à eux, le Docteur est conduit à la tête vivante de Dorium Maldovar, un des alliés du Docteur abattu par l'Ordre des Moines sans Tête. Dorium avertit le Docteur que le Silence essaie d'empêcher son futur « dans les vastes plaines de Trenzalore, à la chute du Onzième lorsqu'aucune créature vivante ne pourra mentir ou s'abstenir de répondre une question sera posée ». Le Docteur persiste à refuser de se rendre au Lac Silencio jusqu'à ce qu'il apprenne que son vieil ami, le Brigadier Lethbridge-Stewart, vient de mourir. Le Docteur accepte son sort. Afin d'éviter de croiser sa propre ligne temporelle, il donne à l'équipage du Teselecta les enveloppes à remettre à Amy, Rory, River Song, Canton Everett Delaware III, et une version plus jeune de lui-même, les invitant pour qu'ils soient témoins de sa mort.
Comme montré dans « L'Impossible Astronaute, première partie », le Docteur rejoint ses amis au Lac Silencio et ensuite s'approche de l'astronaute, qui s'avère être une version plus jeune de River Song entraînée par le Silence et Madame Kovarian à tuer le Docteur. River ne veut pas le tuer mais est incapable de combattre les contrôles du scaphandre. Le Docteur lui montre la version future d'elle-même, enfermée à la prison de Stormcage pour l'avoir tué, comme preuve que le tuer est inévitable et qu'il lui pardonne. River, dans le scaphandre de l'astronaute, surprend le Docteur en vidant de leur énergie les systèmes d'armes du scaphandre et en évitant sa mort, en dépit de son avertissement contre une interférence avec un point fixe. Le temps devient immobile, et toute l'histoire de la Terre commence à arriver au même moment, fixé au 22 avril 2011 à 17h02.
Dans un Londres à la chronologie bouleversée, le Saint Empereur Romain Winston Churchill fait tirer le Docteur, son « devin », de sa cellule verrouillée pour le questionner sur le temps immobile. Le Docteur explique les évènements précédents, mais remarque qu'ils ont perdu trace du temps et que des marques de comptages apparaissent sur ses bras, indiquant la présence du Silence. Après avoir découvert un nid au-dessus d'eux, ils sont secourus par Amy à la tête d'un groupe de soldats. Ayant subi enfant les effets de la fissure temporelle dans le mur de sa chambre, Amy se rend compte du changement advenu à la chronologie, bien qu'elle n'ait pas remarqué que le capitaine qu'elle tient pour son homme de confiance est en réalité Rory. Amy emmène le Docteur vers la « Zone 52 », une pyramide creuse dans la Nécropole de Gizeh, où sont emprisonnés une centaine de Silences et Madame Kovarian. River est aussi présente, bien consciente que ses actions ont figé le temps : elle refuse de laisser le Docteur la toucher, un évènement qui pourrait libérer le temps. Ils portent tous des patches de « mémoire oculaire » — des systèmes semblables à celui porté par Madame Kovarian qui fonctionnent comme des mémoires externes, leur permettant de se souvenir des Silences.
Ils comprennent bientôt que tout ceci était un piège mis en place par Mme Kovarian, car les Silences commencent à s'échapper de leurs cellules et à mettre les mémoires oculaires en surcharge, torturant leurs porteurs à mort. Le Docteur et River s'échappent vers le sommet de la pyramide, tandis qu'Amy et Rory combattent une escouade de Silences ; Amy comprend à ce moment-là qui est Rory. Madame Kovarian constate que sa propre mémoire oculaire entre en surcharge ; elle parvient à s'en défaire, mais Amy la remet en place avec l'intention de la tuer, lui expliquant que c'est là sa vengeance pour lui avoir arraché Melody. Amy et Rory rejoignent River et le Docteur. River essaie de convaincre le Docteur que la chronologie figée est acceptable et qu'il n'a pas besoin de mourir, mais le Docteur explique que bientôt toute la réalité va s'effondrer. Le Docteur épouse River sur-le-champ, lui souffle quelque chose à l'oreille, déclarant qu'il vient juste de lui révéler son nom. Il demande alors à River de lui permettre d'empêcher la destruction de l'univers. Ils s'embrassent, permettant à la réalité de revenir à la normale. Au lac Silencio, River tire par trois fois sur le Docteur, semblant ainsi l'avoir tué.
Quelque temps plus tard, Amy et Rory reçoivent la visite de River, peu après les évènements de Le Labyrinthe des Anges dans la propre chronologie de River. Lorsqu'Amy explique qu'elle vient d'être récemment témoin de la mort du Docteur, River lui annonce que le Docteur a menti quand il a dit qu'il lui avait dit son nom, en fait il lui a dit « Regarde dans mon œil ». Le Docteur s'était en fait assuré le concours du Teselecta pour qu'il soit à son bord pendant la scène de sa mort, de telle sorte que les tirs manquent le véritable Docteur. Pendant le mariage, le Docteur a ainsi permis à River de le voir en version miniaturisée à l'intérieur du « lui-même » reproduit par le Teselecta. La famille Pond fête donc la nouvelle. Ailleurs, le Docteur ramène la tête coupée de Dorium là où elle était ; le Docteur explique qu'il pense que sa mort feinte va lui permettre de se faire oublier et de retourner « dans les ombres ». Alors que le Docteur s'en va, Dorium le prévient que la question l'attend toujours, et la lui pose : « Doctor who ? » … (Docteur qui ?)

## Continuité
- Le Docteur apprend par téléphone la mort du Brigadier Lethbridge-Stewart un personnage récurrent de la première série, dont l'acteur principal, Nicholas Courtney est mort dans l'année[1]. Sa dernière apparition dans Doctor Who était dans l'épisode de 1989 Battlefield. Son personnage était néanmoins réapparu dans l'épisode Enemy of the Bane de la série spin-off The Sarah Jane Adventures.
- Dans l’épisode Inferno de la série classic il y a une scène où le Docteur voit le Brigadier se retourner dans une chaise tournante et fait remarquer qu'il a un bandeau sur l'œil. Lors du tournage, l'acteur exécuta sa scène et fut surpris de voir toute l'équipe technique en train d'arborer un bandeau sur l'œil afin de se moquer de lui. Cette anecdote inspirera Steven Moffat qui en hommage au comédien mort en 2011, écrira une scène où tout le monde porte un bandeau sur l'œil dans cet épisode.
- Lorsque le Docteur parle de tout ce qu'il peut faire avec le TARDIS, il cite le fait d'aller rendre visite à Rose Tyler dans sa jeunesse pour l'aider à faire ses devoirs, de faire toutes les soirées de débauche de Jack Harkness en une seule nuit et de retourner voir la reine Elisabeth Ire (que l'on voit dans les épisodes The Chase et Peines d'amour gagnées, et dont on entend parler dans La Prophétie de Noël, La Bête des bas-fonds et Le Seigneur des Rêves).
- Le fait qu'Amy se souvienne du Docteur est dû à la faille temporelle qui se trouvait sur le mur de sa chambre d'enfant (Le Prisonnier zéro). Sur ses dessins on peut d'ailleurs apercevoir le visage d'un Cyberman (qu'elle aurait pu voir dans La Pandorica s'ouvre, première partie) un Dalek (La Victoire des Daleks, La Pandorica s'ouvre, première partie, La Pandorica s'ouvre, deuxième partie), elle-même à l'intérieur de la Pandorica (La Pandorica s'ouvre, première et deuxième partie), un Silurien (La Révolte des intra-terrestres, La Retraite du démon), elle-même déguisée en pirate (La Marque noire), un visage souriant (La Bête des bas-fonds), une Saturnynienne (Les Vampires de Venise), la première fois qu'elle voit le Docteur (Le Prisonnier zéro), Rory et des centurions (La Pandorica s'ouvre), un côté de la Pandorica (La Pandorica s'ouvre), le visage d'un Ange Pleureur (Le Labyrinthe des Anges, première partie, Le Labyrinthe des Anges, deuxième partie, Le Complexe divin), et le TARDIS.
- Winston Churchill et River Song décrivent Cléopâtre comme une femme terrible mais excellente danseuse. Le quatrième Docteur dit dans un épisode de 1976 The Masque of Mandragora qu'il apprit à manier l'épée auprès du capitaine de la garde personnelle de Cléopâtre. Dans La Cheminée du temps il est même suggéré que le Docteur a eu une aventure amoureuse avec Cléopâtre. Enfin, dans le prologue de La Pandorica s'ouvre, première partie on voit River Song posant en habit de Cléopâtre.
- Un Silence appelle Rory « l'homme qui meurt encore et encore ». En effet celui-ci est effacé de l'existence dans La Révolte des intra-terrestres, deuxième partie est déclaré cliniquement mort dans La Marque noire et semble aussi mourir dans Le Seigneur des Rêves, La Pandorica s'ouvre, deuxième partie, L'Impossible Astronaute, deuxième partie et L'Âme du TARDIS.
- L'épisode explique ce qu'il se passe lorsqu'on tente de réécrire un point fixe dans le temps, chose que le Docteur tentait de faire sans succès dans La Conquête de Mars. Ces fameux points fixes dans le temps ont été mentionnés dans La Chute de Pompéi et La Révolte des intra-terrestres, première partie.
- À la fin de l'épisode River Song dit revenir du Byzantium, événement s'étant déroulé dans Le Labyrinthe des Anges, première partie et Le Labyrinthe des Anges, deuxième partie

## Distribution
- Matt Smith : Onzième Docteur
- Karen Gillan : Amy Pond
- Arthur Darvill : Rory Williams
- Alex Kingston : River Song
- Ian McNeice : Winston Churchill
- Simon Callow : Charles Dickens
- Mark Gatiss : Gantok (sous le nom de Rondo Haxton)
- William Morgan Sheppard : Canton Delaware âgé
- Meredith Vieira : Elle-même
- Frances Barber : Madame Kovarian
- Simon Fischer-Becker : Dorium Maldovar
- Richard Hope : Dr Malokeh
- Marnix Van Den Broeke : Le Silent
- Sian Williams : Femme à la télévision
- Bill Turnbull : Lui-même
- Niall Greig Fulton : Gideon Vandaleur
- Sean Buckley : Barman
- Emma Campbell-Jones : Dr Kent
- Katharine Burford : Infirmière
- Richard Dillane : Carter

## Production
- Mark Gatiss a déjà joué auparavant le rôle du professeur Richard Lazarus dans l'épisode de Doctor Who L'Expérience Lazarus, et a eu des rôles non crédités tels que Danny Boy dans « La Victoire des Daleks ». Il a aussi écrit les scénarios et dialogues de plusieurs épisodes depuis le retour de la série en 2005.
- Simon Callow reprend le rôle de Charles Dickens qu'il a déjà joué dans l'épisode de Doctor Who « Des morts inassouvis ».
- Ian McNeice reprend le rôle de Winston Churchill qu'il avait déjà joué dans l'épisode « La Victoire des Daleks ».
- Les scènes de pique-nique de l'épisode « L'Impossible Astronaute, première partie » sont réutilisées telles quelles.